# Das Meisterstück Vol. 1 – Guter Rap gedeiht im Dreck
Das Meisterstück Vol. 1 – Guter Rap gedeiht im Dreck ist das erste Soloalbum des Rappers Mach One und wurde am 29. August 2005 über das Hip-Hop-Label Beatillz Produktion veröffentlicht. Das Album ist der erste Teil einer angekündigten Trilogie. Der zweite Teil Meisterstück Vol. 2 – Rock ’n’ Roll wurde im August des Jahres 2012 veröffentlicht.

## Produktion
Das komplette Album wurde von Mach One im „Lätzten Loch“ und im Beatillz Studio produziert, wobei der Großteil der Lieder im Beatillz Studio aufgenommen und gemixt wurde. Ausschließlich der Track Wieviel? wurde sowohl im Beatillz Studio als auch im 187 Studio mit B-Lash produziert. In einem Interview mit rap.de gab Mach One an, dass die Wahl auf den Titel Das Meisterstück fiel, weil er das Album als seine Meisterprüfung ansehe und dass er den Untertitel wählte, weil guter Rap seiner Meinung nach nur im Dreck gedeihen kann.

## Covergestaltung
Das Cover zeigt den mit Blut und Dreck befleckten Rapper hockend an einer Wand in einem Abrisshaus. In der rechten oberen Ecke steht der weiße Schriftzug Mach One und darunter kleiner Das Meisterstück Vol. 1. Im unteren Teil des Covers steht zentral der weiße Schriftzug Guter Rap gedeiht im Dreck.

## Gastbeiträge
Sieben Stücke des Albums enthalten Gastbeiträge anderer Künstler. Die Rapper Muerte und Tarek treten auf dem Song Willkommen in 361 in Erscheinung, während MC Bogy in Kaputt wie wir und Jope bei U Haft – Skit zu hören sind. Die übrigen vier Lieder mit Gastbeiträgen werden von seinen Labelkollegen Darn (Juscha’s Lied), Isar (Größenwahn) und B-Lash (Wieviel?) begleitet, wobei alle drei gemeinsam neben Mach One auf dem Stück On Air vertreten sind.

## Titelliste
| #  | Titel                 | Gastbeiträge       | Produzent         | Länge |
| -- | --------------------- | ------------------ | ----------------- | ----- |
| 1  | Intro                 |                    | Mach One          | 0:21  |
| 2  | Du hast gehört        |                    | Mach One          | 3:04  |
| 3  | Who am I              |                    | Mach One          | 3:31  |
| 4  | Meister aus Kreuzberg |                    | Mach One          | 3:11  |
| 5  | Kannichsein           |                    | Mach One          | 3:39  |
| 6  | Pay ’n’ Spray         |                    | Mach One          | 1:37  |
| 7  | Willkommen in 361     | Muerte, Tarek      | Mach One          | 3:44  |
| 8  | Schütze deine Eltern  |                    | Mach One          | 2:27  |
| 9  | Suff                  |                    | Mach One          | 2:31  |
| 10 | U Haft – Skit         | Jope               | Mach One & Jope   | 2:15  |
| 11 | Nichts zu verschenken |                    | Mach One          | 2:56  |
| 12 | Juscha’s Lied         | Darn               | Mach One          | 2:18  |
| 13 | MachMaZahlMaHabMa     |                    | Mach One          | 3:03  |
| 14 | Kaputt wie wir        | MC Bogy            | Mach One          | 3:13  |
| 15 | Ich bin bereit        |                    | Mach One          | 3:23  |
| 16 | Therapie – Skit       |                    | Mach One          | 0:55  |
| 17 | Glaub mir             |                    | Mach One          | 3:14  |
| 18 | Größenwahn            | Isar               | Mach One          | 3:51  |
| 19 | Am Tiefpunkt          |                    | Mach One          | 2:24  |
| 20 | Wieviel?              | B-Lash             | B-Lash & Mach One | 4:10  |
| 21 | On Air                | Isar, Darn, B-Lash | Mach One          | 6:29  |
| 22 | Outro                 |                    | Mach One          | 6:33  |